# Kerry Emanuel
Kerry Andrew Emanuel (né le 21 avril 1955) est un chercheur en météorologie des États-Unis qui travaille présentement au Massachusetts Institute of Technology de Cambridge (Massachusetts). Sa spécialité est la convection atmosphérique et la cyclogénèse tropicale. Son expertise est reconnue internationalement. Il a été nommé l'un des cent plus influentes personnes de 2006 par le magazine Time
 et élu membre de l'Académie des Sciences des États-Unis en 2007
. 

## Carrière
Kerry Emanuel a étudié au Massachusetts Institute of Technology où il a obtenu son baccalauréat en sciences de la Terre en 1976 et doctorat (Ph.D) en météorologie en 1978. Il est devenu professeur à cette institution au département des sciences de l'atmosphère et de la Terre. De 1989 à 1997, le docteur Emanuel a été directeur du Center Meteorology and Physical Oceanography dépendant de ce département.
Il a reçu plusieurs prix de l’American Meteorological Society (AMS). En 1986, il a reçu le prix Meisinger pour son travail théorique sur la convection à titre de jeune chercheur et en 1992, le prix Banner I. Miller pour ses publications exceptionnelles dans le domaine des cyclones tropicaux,. En 2007, le prix Louis J. Battan lui a été remis pour ses livres de vulgarisation scientifique et la médaille Carl-Gustaf Rossby, la plus haute distinction de l’organisme. Il est membre fellow de l’AMS depuis 1995.

## Étude des ouragans
En 1994, dans le cadre de ses recherches sur les ouragans et le réchauffement climatique, il a défini le terme hypercyclone (en anglais hypercane). Il s'agit d’un cyclone tropical hypothétique qui pourrait se développer avec une température de surface de la mer atteignant 50 °C, soit 15 °C de plus que les plus hautes températures actuellement notées. Une telle température ne peut être atteinte que par des conditions extrêmes comme l'impact d'une comète ou d'un astéroïde, l'éruption d'un supervolcan ou le réchauffement climatique
. Un tel phénomène pourrait être relié à certaines des extinctions massives de l'histoire de la Terre, en particulier à celle des dinosaures, et aux conséquences du réchauffement actuel,.
En mars 2008, le docteur Emanuel a publié dans le Bulletin of the American Meteorological Society les résultats d'une étude climatologique sur les ouragans comportant des simulations informatiques. Bien que l'intensité moyenne des cyclones tropicaux serait probablement augmentée par un réchauffement climatique, il y réévaluait ses conclusions antérieures quant à l'augmentation du nombre des cyclones tropicaux dans de telles conditions. Il mentionnait que plusieurs autres facteurs étaient à considérer, dont des oscillations multi-décennales du climat. Gabriel Vecchi, de NOAA a déclaré que l'annonce d’Emanuel ne niait pas la possibilité que l'augmentation du nombre de ces ouragans dans l'Atlantique Nord depuis le milieu des années 2000 soit en partie due au réchauffement mais que l'étude du phénomène était plus complexe que pensé antérieurement.

## Prises de position
Avec plusieurs scientifiques (James Hansen, Ken Caldeira, Tom Wigley et Burton Richter), il a pris position pour un développement massif de l'énergie nucléaire pour contrer le changement climatique.